# Welcome to Night Vale
Welcome to Night Vale er en podcast, der fremtræder som et radio show i den fiktive by Night Vale, der rapporteret om de mærkværdige hændelser, der finder sted i byen. Welcome To Night Vale er skabt i 2012 af Joseph og Jeffrey Craynor. Den handler om den fiktive by Night Vale og underlige ting der sker i den.
Radioværten er Cecil Gershwin Palmer, der spilles af Cecil Baldwin.